# En mur af tavshed
En mur af tavshed er en dansk dokumentarfilm fra 1999, der er instrueret af Klaus Birch.

## Handling
Hvert år mister 4.000 danske børn deres far eller mor. Alligevel har ni ud af ti skoler ikke nogle planer for, hvad man stiller op i tilfælde af dødsfald i et barns familie. Teenagegruppen i Aalborg er en samtalegruppe for børn, der har mistet én af deres forældre. I gruppen sidder Jes Dige, terapeut i Kræftens Bekæmpelse. Hans opgave er at tale med børnene og bryde den tavshed, der ofte omgiver dem i hjem og skole. Og han giver råd til omgivelserne om, hvordan man kan nærme sig det svære emne. Den 12-årige Marie og den 17-årige Gitte har begge mistet deres mor. Filmen følger dem tæt i et terapiforløb, hvor de taler om de mange tanker og følelser, der udløses af et tab af et nært familiemedlem.